# Sarah Biasini
Sarah Magdalena Biasini (Gassin bij Saint-Tropez, 21 juli 1977) is een Franse actrice en de dochter van actrice Romy Schneider en haar tweede echtgenoot Daniel Biasini.
Sarah Biasini studeerde kunstgeschiedenis aan de Sorbonne in Parijs. Daarna studeerde ze aan het Lee Strasberg Theatre and Film Institute in Los Angeles en de Actor's Studio in New York.
In juni 2004 vertolkte Biasini haar eerste rol in de Franse televisiefilm Julie Chevalier de Maupin. Een jaar later speelde ze haar eerste toneelrol in het stuk Barefoot in the Park in het Marigny theater in Parijs.
In 2007 vertolkt ze een van de hoofdrollen in Nous nous sommes tant haïs. De film speelt zich af in de jaren 50 van de 20e eeuw. Door te acteren in de kleding van destijds lijkt Biasini als twee druppels water op haar moeder uit de films van de jaren 60.
In 2021 publiceert ze een boek, La beauté du ciel, dat ze over haar moeder heeft geschreven, die overleed toen Biasini vier jaar oud was.